# 3 Dywizjon Żandarmerii
3 Dywizjon Żandarmerii (3 dżand.) – oddział żandarmerii Wojska Polskiego.

## Historia dywizjonu
27 listopada 1919 roku major Zygmunt Ziemiański. z Dowództwa Żandarmerii przy Okręgu Generalnym „Kraków” otrzymał przydział służbowy, czasowo do reaktywacji, na stanowisko dowódcy Żandarmerii przy Dowództwie Okręgu Generalnego „Grodno”.
3 dywizjon żandarmerii wraz z podporządkowanymi pododdziałami stacjonował na terenie Okręgu Korpusu Nr III (dowództwo dyonu w Grodnie oraz plutony: Grodno, Wilno I, Wilno II, Lida, Suwałki, Głębokie i Mołodeczno). Dowódca dywizjonu pełnił równocześnie funkcję szefa żandarmerii w Dowództwie Okręgu Korpusu Nr III.
Na początku 1924 roku służbę czynną w dywizjonie pełniło 17 oficerów żandarmerii, a wśród nich kapitan Stefan Kirtiklis oraz porucznicy: Józef Korytowski (dowódca plutonu żand. Lida), Włodzimierz Kościuk (dowódca plutonu żand. Grodno) i Michał Skrypko (dowódca plutonu Suwałki). Dywizjon był oddziałem macierzystym dla kapitana Tadeusza Misia, który był wówczas przydzielony do Centralnej Szkoły Żandarmerii w Grudziądzu oraz dla majora rezerwy Ignacego Huttera.
Do 20 marca 1924 roku zostały zlikwidowane plutony żandarmerii: Mołodeczno i Wilno II, a w ich miejsce zostały zorganizowane posterunki żandarmerii. W tym samym miesiącu por. żand. Jakub Cwaczka został przeniesiony z korpusu oficerów żandarmerii do korpusu oficerów jazdy z równoczesnym wcieleniem do 19 pułku ułanów.
17 lutego 1928 roku minister spraw wojskowych zatwierdził dzień 1 lipca, jako datę święta dywizjonu.
W 1933 Okręgowy Ośrodek Wychowania Fizycznego w Białymstoku uhonorował tamtejszy pluton żand. dyplomem za osiągnięcia sportowe w minionym sezonie lekkoatletycznym. Dzięki inicjatywie dowódcy plutonu, porucznika Mieczysława Józefa Golasa i zaangażowaniu wszystkich podoficerów cały stan osobowy pododdziału zdobył Państwowe Odznaki Sportowe i odznaki strzeleckie III klasy. W zawodach lekkoatletycznych wyróżnili się specjalnie: żandarm Jan Sawicki (skoki i biegi krótkie) i starszy żandarm Henryk Odachowski (kolarstwo). W zawodach garnizonu Białystok uczestniczył zespół siatkówki i koszykówki. Ponadto wszyscy żołnierze plutonu uprawiali boks pod opieką wybitnego instruktura p. Latkowskiego, byłego trenera poznańskiej „Warty”. Kilka rodzin podoficerskich zaczęło uprawiać narciarstwo. Do miłośników tego sportu należał między innymi Tadeusz Trzpis, jedenastoletni syn zastępcy dowódcy plutonu.
12 grudnia 1935 roku minister spraw wojskowych unieważnił dotychczasową datę święta dywizjonu oraz zatwierdził dzień 13 czerwca, jako datę święta żandarmerii.
W 1938 roku został zorganizowany pluton żandarmerii Wilno II, który przejął zadania ochronne siedziby Inspektoratu Armii, Dowództwa Obszaru Warownego „Wilno” i Ekspozytury Nr 1 Oddziału II SG WP.
Latem 1939 roku zorganizowany został posterunek żand. w Giełczynie. Dowódcą posterunku został plutonowy Jan Kępa, a jego zastępcą kapral Zenon Makowski. Posterunek podlegał dowódcy plutonu żand. Białystok, a jego zadaniem było zapewnienie dyscypliny i porządku w rejonie Wizny, gdzie budowano fortyfikacje nad Narwią i Biebrzą. Plutonowy Kępa został zamordowany w 1940 w Kalininie.
Jednostka nie posiadała sztandaru i odznaki pamiątkowej. Oficerowie i podoficerowie od 1931 roku mogli otrzymać odznakę pamiątkową Żandarmerii. W 1939 roku zamierzano wprowadzić do użytku „Znak Służbowy Żandarmerii”. Znaki miały być numerowane. Dla 3 dżand. przewidziano numery od 3000 do 3999.

## Organizacja pokojowa i dyslokacja 3 dżand. w 1939
- Dowództwo dyonu w Grodnie, ul. Grandzicka 1/10
- pluton żandarmerii Grodno, ul. Grandzicka 1/10
  - posterunek żandarmerii Sokółka
  - posterunek żandarmerii Wołkowysk
- pluton żandarmerii Białystok
  - posterunek żandarmerii Osowiec przy CSPodof KOP
  - posterunek żandarmerii Grajewo
- pluton żandarmerii Lida
  - posterunek żandarmerii Lida przy 5 pułku lotniczym
  - posterunek żandarmerii Mołodeczno
- pluton żandarmerii Suwałki, ul. Sejnecka 14
  - posterunek żandarmerii Augustów
- pluton żandarmerii Wilno I, ul. św. Ignacego 4a
  - posterunek żandarmerii Porubanek
  - posterunek żandarmerii Podbrodzie
  - posterunek żandarmerii Postawy
  - posterunek żandarmerii Nowa Wilejka – st. wchm. Szykler
- pluton żandarmerii Wilno II

## Mobilizacja w 1939 roku
Zgodnie z planem mobilizacyjnym „W” 3 dżand po sformowaniu niżej wymienionych pododdziałów żandarmerii ulegał likwidacji, a jego pozostałości i nadwyżki powinny zostać skierowane do Ośrodka Zapasowego Żandarmerii „Staszów” w Staszowie:
w mobilizacji alarmowej, w grupie jednostek oznaczonych kolorem żółtym, przeznaczonych do wzmocnienia osłony granicy wschodniej lub zachodniej:
- pluton pieszy żandarmerii nr 29 dla 29 Dywizji Piechoty (A+24)[13]
- pluton krajowy żandarmerii „Grodno” (A+30)
- pluton pieszy żandarmerii nr 114 (A+36)

w I rzucie mobilizacji powszechnej:
- pluton konny żandarmerii nr 55 (X+3)
- pluton pieszy żandarmerii nr 115 (X+4)
- pluton pieszy żandarmerii nr 116 (X+5)

pluton żandarmerii Białystok w oparciu o 10 pułk Ułanów Litewskich mobilizował:
w mobilizacji alarmowej, w grupie jednostek oznaczonych kolorem żółtym:
- pluton konny żandarmerii nr 10 dla Podlaskiej Brygady Kawalerii (A+24)
- pluton krajowy żandarmerii „Białystok” (A+30)

w I rzucie mobilizacji powszechnej:
- pluton pieszy żandarmerii Nr 118 (X+4)

pluton żandarmerii Lida w oparciu o 77 pułk piechoty mobilizował:
w mobilizacji alarmowej, w grupie jednostek oznaczonych kolorem czerwonym, przeznaczonych do osłony granicy wschodniej:
- pluton pieszy żandarmerii nr 19 dla 19 Dywizji Piechoty (A+24)

w I rzucie mobilizacji powszechnej:
- pluton pieszy żandarmerii nr 117 (X+3)

pluton żandarmerii Suwałki w oparciu o 3 pułk Szwoleżerów Mazowieckich mobilizował:
w mobilizacji alarmowej, w grupie jednostek oznaczonych kolorem żółtym:
- pluton konny żandarmerii Nr 11 dla Suwalskiej Brygady Kawalerii (A+24)

pluton żandarmerii Wilno w oparciu o 4 pułk Ułanów Zaniemeńskich mobilizował:
w mobilizacji alarmowej, w grupie jednostek oznaczonych kolorem żółtym:
- pluton konny żandarmerii nr 3 dla Wileńskiej Brygady Kawalerii (A+24)
- pluton pieszy żandarmerii nr 1 dla 1 Dywizji Piechoty Legionów (A+24)
- pluton pieszy żandarmerii nr 31 dla Obszaru Warownego „Wilno” (A+48)

Łącznie miano wystawić 14 plutonów, w tym:
- 3 plutony piesze dla wielkich jednostek piechoty (nr 1, 19 i 29),
- 1 pluton pieszy dla obszaru warownego (nr 31)
- pięć plutonów pieszych do dyspozycji dowódców Żandarmerii armii (nr 114, 115, 116, 117, 118)
- 3 plutony konne dla wielkich jednostek kawalerii (nr 3, 10 i 11)
- 1 pluton konny do dyspozycji dowódcy Żandarmerii armii
- 2 plutony krajowe („Grodno”, „Białystok”) do dyspozycji szefa Żandarmerii OK Nr III

## Kadra 3 Dywizjonu Żandarmerii
Dowódcy żandarmerii okręgu generalnego i dowódcy dywizjonu
- mjr żand. Zygmunt Ziemiański (27 XI 1919 – † 10 IV 1920[14])
- rtm. / mjr żand. Adam Tomasz Butzura (1920 – 11 II 1921)
- rtm. żand. Aleksander Strzelecki (12 II 1920 – 6 VII 1921)
- mjr żand. Bronisław Batsch (7 VII 1921 – 14 VI 1922)
- płk żand. Jan Jur-Gorzechowski (15 VI 1922 – 12 XII 1927)
- mjr żand. Stanisław Sitek (23 XII 1927 – 25 I 1930[15]
- ppłk żand. Stanisław Kuciel (26 I 1930 – 5 IX 1939)

Zastępcy dowódcy dywizjonu (od 1938 roku – I zastępca dowódcy)
- mjr / ppłk żand. Marian Józef Dobrzyński[b] (1 III 1923[17] – I 1926 → komendant PKU Puławy[18])
- kpt. żand. Piotr Stembalski (p.o. 1928)
- mjr żand. Leon Cehak (1939)

Obsada personalna 3 dżand w marcu 1939
- dowódca dywizjonu – ppłk żand. Stanisław Kuciel
- I zastępca dowódcy – mjr żand. Leon Cehak
- II zastępca dowódcy – mjr żand. Julian Kruczek[c]
- adiutant - por. żand. Mieczysław Karol Rój
- oficer mobilizacyjny – kpt. żand. Grzegorz Czeski[d]
- oficer śledczy – wakat
- oficer do zleceń – wakat
- oficer gospodarczy – kpt. int. Antoni Moszczyński
- dowódca plutonu Grodno – por. żand. Stefan Wawrzyniec Rudzki
- dowódca plutonu Białystok – kpt. żand. Michał Łotecki
- oficer plutonu – ppor. kaw. rez. pdsc mgr Leonard Szczęsny Zdanowicz
- dowódca plutonu Lida – kpt. żand. Kazimierz Wołoszczuk[e]
- dowódca plutonu Suwałki – por. żand. Jerzy Aleksander Majewski
- dowódca plutonu Wilno I – kpt. żand. Stanisław Dziurzyński
- oficer plutonu – ppor. kaw. rez. pdsc mgr Flawiusz Jan Morelowski
- dowódca plutonu Wilno II – kpt. żand. Włodzimierz Marszałek

Pozostali oficerowie
- kpt. żand. Teofil Ney (od 13 IX 1925)
- kpt. rez. żand. Czesław Smoczyński
- por. rez. Zygmunt Wiza